# Villa Nyhem

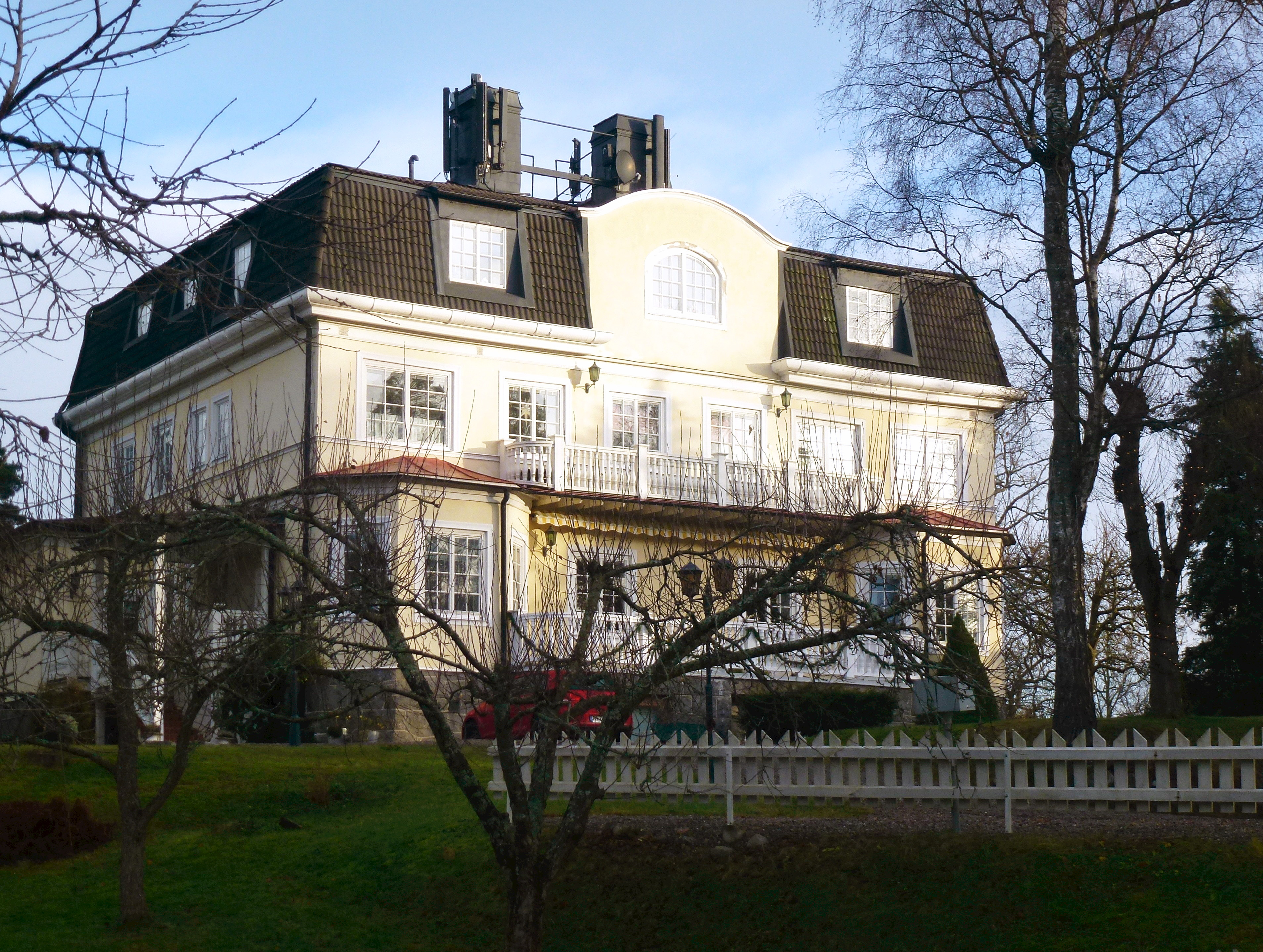
Villa Nyhem, fasad mot Burevägen, 2013.

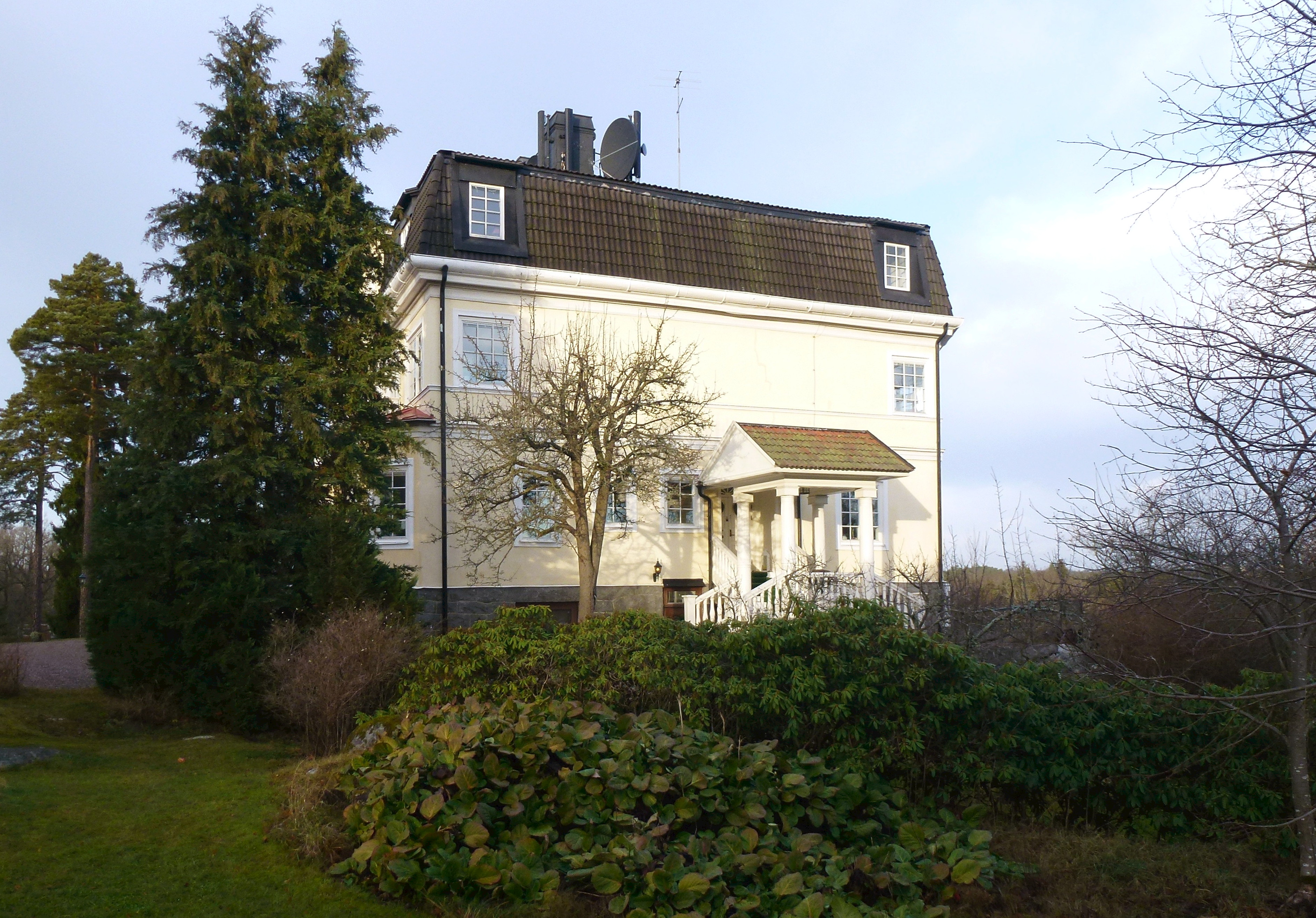
Villa Nyhem, entrésidan.

Villa Nyhem är en villafastighet i kvarteret Munin vid Burevägen 22 i Djursholm, Danderyds kommun. Villan uppfördes 1905-1906 efter ritningar av arkitekt Ferdinand Boberg.

## Beskrivning
Byggherre var professorn i geologi Helge Bäckström. Han intog en framskjuten ställning inom Djursholms kommunala representation, bland annat var han ordförande i drätselkammaren och kommunalvald medlem av Djursholms AB:s styrelse. Villan uppfördes på en kulle med vid utsikt över Stora Värtan. Boberg ritade en bastant stenbyggnad i två plan med en inredd vindsvåning under ett mansardtak och hel källare. Stilen är monumental med influens av jugend.
På bottenvåningen fanns matsal och kök samt tre barnrum och ett rum för barnflickan. På övervåningen dominerade en stor sal med dubbel våningshöjd (takhöjd 6,2 meter), som på ritningen kallas ”samlings-rum”. Från salens kortsida har man en grandios utsikt över havet. Övriga rum på detta våningsplan var föräldrarnas sovrum med intilliggande bad och några arbetsrum för husherren. Entrén på husets östra sida är ovanlig med sin tempelliknande gestaltning, som kan ha inspirerats av en rysk-ortodox kyrka (Boberg besökte 1899 Sankt Petersburg och Moskva). Bäckström bodde kvar till 1924, sedan flyttade han till Kårevägen 26 i Djursholm. År 2010 var en bostadsrättsförening ägare till huset.